# Korytné
Korytné és un poble i municipi d'Eslovàquia. Es troba a la regió de Prešov, al nord del país.

## Història
La primera referència escrita de la vila data del 1297.

## Demografia
| Godina             | 1994 | 2004 | 2014    | 2024   |
| ------------------ | ---- | ---- | ------- | ------ |
| Nombre de persones | 0    | 112  | 92      | 98     |
| Diferència         |      | –    | −17,85% | +6,52% |

| Godina             | 2023 | 2024   |
| ------------------ | ---- | ------ |
| Nombre de persones | 103  | 98     |
| Diferència         |      | −4,85% |